# Boros Béla (karikaturista)
Boros Béla (Gyula, 1942. november 26. – 2010. július 19.) kirakatrendező-dekoratőr, reklámgrafikus, karikaturista.

## Élete
Általános iskolába Kunágotára járt, majd Mezőkovácsházán, a Hunyadi János Gimnáziumban érettségizett. 1960-ban Budapesten kirakatrendező-dekoratőr végzettséget szerzett. 
Tanulmányai végeztével Mezőkovácsházán a helyi ÁFÉSZ-nél helyezkedett el. 30 évig dolgozott itt feleségével, Talpai Valériával, akivel 1975-ben kötött házasságot. Két gyermekük született, Mónika és Gábor. Szakmáját inkább tekintette hobbinak, mint munkának. Sziporkázó ötletei, közéleti bátorsága, kiváló rajzkészsége óriási népszerűséget hozott számára. Nem élt a csábító lehetőségekkel, nem költözött a fővárosba, ám munkássága révén rövid időn belül országosan ismert és elismert karikaturistává tudott válni, így az ország minden tájáról kapott megrendelést.
A rajzolást a katonaságnál szerette meg, ahol rendszeresen publikált a Hazáért határőrújság humorrovatában. 1962-ben a Néphadsereg Országos Képzőművészeti pályázatán szobrászat és grafika területen is első díjat nyert. 
Az ÁFÉSZ Derkovits brigádjával számos országos kirakat rendezési versenyre tervezett és készített kirakatot. 9 esetben ők voltak a legjobbak, munkájukkal első helyezést értek el. Mint reklámgrafikus festett, rajzolt, címkéket, címereket készített. 
Karikatúrái jelentek meg a Kincses Kalendárium (1958), Ország-Világ (1958), humormellékletében és a Vicc Szüret (Eger, 1959) újságokban. 1960-tól a Békés Megyei Népújság (később Békés Megyei Hírlap) bedolgozó karikaturistája. Külsősként foglalkoztatta a Ludas Matyi (1967–1968), Magyar Ifjúság (1967–1973), Békéscsabai Szúr (1973), Néplap (1992–93) újságok, továbbá a Szabad Föld, Rádió Újság, Dél- Magyarország, Észak- Magyarország. Majd’ minden megyei újságban ismertté váltak egyedi munkái, mint például a Csongrád Megyei Néplap, Petőfi Népe, Somogyi Hírlap, Tolna Megyei Népújság. 
Aprólékosan, mívesen kidolgozott képeivel tükröt tartott elénk, s megmutatta hol az igazság, s mily’ gyarló a világ - jól megnevettetve mindannyiunkat. Karikatúráira a találó humor mellett a könnyedség volt a jellemző. A műfaj mezőkovácsházi mestere rendszeresen publikált, s bármily sötét volt a világ, a ceruzájával mindig csavart egyet rajta, hogy még a szomorkodókat is mosolyra fakassza. A nyelvi korlátokat is áttörni képes karikatúrái számos országos és nemzetközi rendezvény színvonalát emelték, ahová sokszor visszahívták. Könnyed stílusa mellett alapvetően komoly témákkal foglalkozott. 
Gazdag munkásságának egyik kiemelkedő eredménye a drog, az alkohol, a dohányzás és az AIDS elleni küzdelmet hirdető, nagy ívű, a humort és a filozófiát ötvöző karikatúrasorozata volt, melyet kiállításról kiállításra vittek. Ezzel a DADA sorozatával olyan kérdéseket (és válaszokat) volt képes befogadhatóvá tenni az emberek (hangsúlyozottan a fiatalok) számára, melyet korábban többnyire csak didaktikusan, mereven és kioktatón fogalmaztak meg számunkra. Ha valaki egy „görbe tükörrel" a kezében veszi szemügyre e képeket, a humor révén nagy természetességgel juthat el a lényeg felismeréséig. Ráadásul Boros Béla képi nyelvezete olyan, melyet szerte a világon megértenek. A Magyar Reklámszövetségnek 1978-tól volt a tagja.

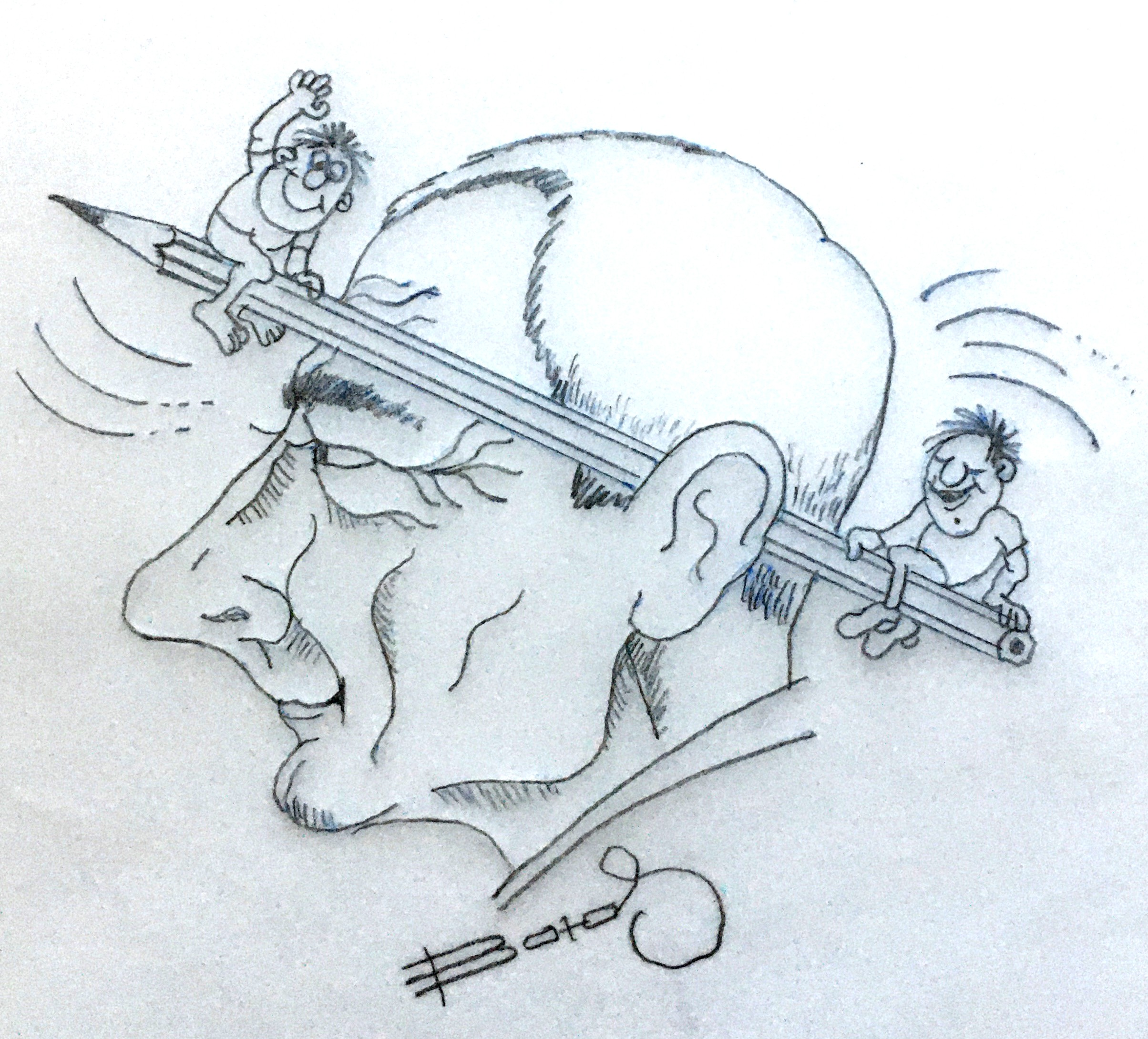
önarckép

A karikatúrák rajzolása mellett élen járt a festészet, szobrászat, plakettek, céges logók, makettek, városképi és emlékműtervek elkészítésében is. 2005-ben elkészítette a környékbeli kastélyok, nemesi családok címereit.
Boros Béla több szálon is kötődött Mezőkovácsházához: lelkes támogatója volt a város sportéletének, különösen a labdarúgás fennmaradásáért tett sokat. Egy ideig futballozott a Mezőkovácsházi Torna Egylet csapatában, majd később az MTE vezetőségi tagjává választották. A sportpálya falfestését, cégérét és egyéb tábláit, feliratait is ő készítette. Bár nem kovácsházi születésű volt, az egyik legnagyobb lokálpatriótának tartották. Számtalan konstruktív ötlete volt, melynek megvalósításában is önzetlenül segített.
Elkészítette Mezőkovácsháza város címerének díszesebb változatát, és a Babó-kastély címerét is feltámasztotta. Az ő munkája a helyi gimnázium Hunyadi Krónikája is, mely a Hunyadi-kor szellemiségét idéző díszveretes könyv. A könyv folyamatosan örökíti meg az intézmény életének főbb eseményeit, emléket állítva ezzel az utókor számára. A ballagási ünnepségen az intézmény végzős diákjai e könyv aláírásával zárják középiskolai tanulmányaikat. 
A gimnázium aulájának fogadófalára monumentális triptichont készített a névadó Hunyadiak tiszteletére és emlékére, amely az iskola szimbólumává vált. A köztéren felállított üllő és patkó is az ő tervei alapján valósult meg. Megtervezte a város 2 tervezett körforgalmához a szobrokat, -egy kovácsokat ábrázoló szobrot és egy háromalakos női szobor kompozíciót szökőkút formájában. 
Az évek alatt gyűjtött kulturális, történeti értékeivel, sajátos, egyéni látásmódjával, javaslataival felbecsülhetetlen támasz volt a város kulturális bizottsága számára. Négyalakos, modern megfogalmazású vadászjelenetet ábrázoló fala a helyi szövetkezet vendéglőjének vadásztermében volt látható. A Mozaik Áruház lépcsőfeljárójának mozaik képe (kissé megfakulva) még ma is látható.
Itthon és külföldön is szerveztek kiállításokat alkotásaiból.

## Díjak
- Kecskemét Országos pályázat közönségdíj (1981)
- Magyar Reklámszövetség II. díj

Feleségével 1999-ben vették át munkásságukért az 1994-ben alapított „Mezőkovácsháza Városért” kitüntetést, Udvardy Anikó szobrász alkotását és a díszoklevelet.

## Kiállítások
Kiállítással egybekötött szerzői esten mutatkozott be 1967-ben Mezőkovácsházán, 1972-ben Szegeden, 1973-ban Végegyházán és ismét Mezőkovácsházán, 1970-ben és 1975-ben Medgyesegyházán, Nagybánhegyesen 1970-ben. Vigyázz, a humor mögött pénz van (1968), Arad (önálló karikatúrakiállítás), 3. Országos Karikatúra Biennále (Nyíregyháza, 1987). Szekszárd, Orosháza.

## Legismertebb munkái
Az „Idős ember nem fél ember” betörés karikatúrasorozat, valamint a DADA karikatúrasorozat, melyeket sokszor kiállítottak Békés megye több művelődési házában és középiskolájában. A Hunyadi János Gimnázium triptichonja, a Nemzetközi Tűzoltófesztivál emblémája és kabalafigurája, a Nemzetközi Kisüsti Pálinkafesztivál és Pálinka Lovagrend emblémája és díszoklevele, számos környező település címere.

## Publikációkban
Kincses Kalendárium (1958), Ország-Világ (1958), Vicc Szüret (1959), Békés Megyei Hírlap (1960-2010), Ludas Matyi (1967–1968), Magyar Ifjúság (1967–1973), Szúr (1973), Néplap (1992–1993).
Hozzákezdett, de befejezni már nem tudta a magyar történelmet sajátos szemszögből láttató, míves karikatúraalbuma megalkotását, háromezer rajz örökítette volna meg a históriát. Már készítette az iniciálékat, történelemkönyvek, régi bibliák közt kelt és feküdt, hogy tökéletes legyen az alkotás, valamint egy, a civil kurázsi vállalására biztató, azt segítő alapítvány létrehozásában működött közre.